# Ion Checicheș
Alexandru Ion Checicheș (n. 18 martie 1955, Reșița, România – d. 2004) a fost un gimnast român. A concurat în opt probe la Jocurile Olimpice de vară din 1976.

## Distincții
- Medalia „Meritul Sportiv” clasa I (18 august 1976) „pentru rezultatele deosebite obținute la Jocurile olimpice de vară de la Montreal – 1976, precum și pentru contribuția adusă la dezvoltarea activității sportive și la creșterea prestigiului sportului românesc pe plan internațional”[4]